# Отличник МПВО СССР
 Отличник МПВО СССР  — ведомственный знак отличия МПВО СССР.

## Статут знака
Нагрудный знак «Отличник МПВО» является наградой для личного состава МПВО. Нагрудным знаком «Отличник МПВО» награждаются личный состав частей, формирований, штабов, служб МПВО, а также начальники МПВО объектов и инструкторы-общественники по противовоздушной защите за активное участие в проведении мероприятий, направленных на укрепление МПВО, за хорошие и отличные показатели в боевой и политической подготовке частей и подразделений и за хорошую организацию и качественное обучение населения противовоздушной защите..

## Описание знака
- Нагрудный знак «Отличник МПВО» имеет форму фигурного щита размером по высоте −3,9 см, по ширине — 2,6 см, покрытого голубой эмалью и окаймленного желтой полоской.
- В верхней части щита изображен развевающийся флаг, покрытый эмалью алого цвета, с надписью «СССР»; древко которого на 5 мм выходит за пределы правой верхней стороны щита. Выше флага расположена пятиконечная звезда, покрытая эмалью, три конца ее выходят за пределы щита.
- Нижняя часть флага закрывается кругом, диаметр которого 1,5 см, покрытым белой эмалью. В нижней части окружности белого круга надпись «Отличник», а в ерхней части серп и молот.
- На правой стороне щита изображены лавровые ветви, нижняя часть которых закрыта лентой, покрытой красной эмалью, извивающейся на нижней части фигурного щита. На ленте надпись желтыми буквами «МПВО».
- Лавровые ветви изготовлены из желтого металла и подвергнуты электрополировке. Значок крепится к одежде штифтом.[2]

## История
4 октября 1932 года в СССР была создана централизованная общесоюзная организация МПВО СССР. МПВО возникала в крупных городах, на важных и закрытых объектах промышленности, транспорта, связи, в учреждениях и учебных заведениях. Общесоюзная система МПВО была создана для оборонных мероприятий направленных на защиту населения и народного хозяйства от нападения врага с воздуха и ликвидации последствий осуществлённых ударов.
Первые нагрудные знаки в области гражданской обороны были учреждены в 1934 году в период развития системы ОСОВИАХИМа и общесоюзной программы подготовки ГТО СССР.
31 июля 1956 года приказом начальника МПВО СССР Н. П. Дудорова № 2/493 было утверждено «Положение о нагрудном знаке поощрения МПВО СССР» и учреждении знака отличия —  Отличник МПВО СССР .
Право награждения нагрудным знаком «Отличник МПВО» личного состава частей, формирований, штабов, служб МПВО, а также начальников МПВО объектов и инструкторов-общественников по противовоздушной защите предоставляется начальнику МПВО СССР — первому заместителю министра внутренних дел СССР по МПВО, начальнику Штаба МПВО СССР и начальникам МПВО республик. Вместе с нагрудным знаком «Отличник МПВО» вручается удостоверение на право его ношения за подписью наградившего, скрепленной гербовой печатью. Знак носится на правой стороне груди.
В 1961 году МПВО была реорганизована в самостоятельную структуру — Гражданскую оборону СССР а 28 ноября 1968 года был учреждён знак отличия Гражданской обороны — Отличник Гражданской обороны СССР.